# Franck Boli
Bi Sylvestre Franck Fortune Boli (ur. 7 grudnia 1993 w Jamusukro) – iworyjski piłkarz, grający na pozycji napastnika. Reprezentant kraju.

## Kariera klubowa

### Początki i Stabæk Fotball (–2015)
Zaczynał karierę w kameruńskim Grassland FC. 1 stycznia 2012 roku przeniósł się do Stabæk Fotball. W tym zespole zadebiutował 25 marca w meczu przeciwko Aalesunds FK, zremisowanym 0:0, grając cały mecz. Pierwszego gola strzelił 1 kwietnia w meczu przeciwko Fredrikstad FK, przegranym 5:1. Do siatki trafił w 3. minucie. Pierwszą asystę zaliczył 30 września 2012 roku w meczu przeciwko Molde FK, przegranym 4:3. Najpierw w pierwszej minucie strzelił gola, a potem asystował przy golu w 56. minucie. W swoim pierwszym sezonie zagrał 28 meczów, strzelił 5 goli i zanotował asystę.
W swoim drugim sezonie (2013) zagrał w 26 meczach, strzelił 6 goli i zanotował 5 asyst.
W sezonie 2014 zagrał 28 meczów, strzelił 13 goli i zanotował asystę.

### Liaoning FC (2015–2017)
25 lutego 2015 roku przeniósł się go chińskiego Liaoning FC. W tym zespole zadebiutował 18 kwietnia w meczu przeciwko JS Guoxin Sainty, przegranym 2:1. W debiucie asystował – przy golu w 54. minucie. Łącznie w Chinach zagrał 20 meczów i zaliczył 3 asysty.

#### Wypożyczenie do Aalesunds FK (2016)
9 marca 2016 roku został wypożyczony do Aalesunds FK. W tym klubie debiut zaliczył 11 marca w meczu przeciwko Stabæk Fotball, wygranym 1:0, grając cały mecz. Pierwszego gola strzelił 17 kwietnia w meczu przeciwko Viking FK, przegranym 2:1. Do siatki trafił w 11. minucie. Pierwszą asystę zaliczył 24 kwietnia w meczu przeciwko Tromsø IL, wygranym 6:0. Najpierw asystował przy golu w 30. minucie, a potem 12 minut później sam strzelił gola. Łącznie w Aalesunds zagrał 27 meczów, strzelił 7 goli i zanotował 2 asysty.

### Powrót do Stabæk Fotball (2017–2019)
1 stycznia 2017 roku wrócił do Stabæku. W sezonie 2017 zagrał 10 meczów i strzelił 4 gole.
W sezonie 2018 zagrał 29 meczów, strzelił 17 goli, zanotował 3 asysty i został królem strzelców Eliteserien.
W sezonie 2019 zagrał 13 meczów, strzelił 6 goli i zanotował asystę.
Łącznie w tym okresie gry w Stabæku zagrał 42 mecze, strzelił 27 goli i zanotował 4 asysty.

### Ferencvárosi TC (2019–2023)
5 sierpnia 2019 roku przeniósł się za milion euro do Ferencvárosi TC. Debiut na Węgrzech zaliczył 17 sierpnia w meczu przeciwko Kaposvári Rákóczi FC, wygranym 1:0, grając 81 minut. Pierwszego gola strzelił 19 października w meczu przeciwko Újpest FC, wygranym 1:0. Do siatki trafił w 23. minucie. Pierwszą asystę zaliczył 23 maja 2020 roku w meczu przeciwko Debreceni VSC, wygranym 2:1. Asystował przy golu w 22. minucie. Dwukrotnie zostawał mistrzem Węgier – w sezonie 2019/2020 i 2020/2021. Łącznie do 9 stycznia 2022 w węgierskim klubie zagrał w 63 meczach, strzelił 23 gole i zanotował 5 asyst.

### Portland Timbers (od 2023)
13 marca 2023 roku Boli podpisał roczny kontrakt z drużyną Major League Soccer Portland Timbers.

## Kariera reprezentacyjna
W ojczystej reprezentacji zadebiutował 3 września 2021 roku w meczu przeciwko reprezentacji Mozambiku, zremisowanym bezbramkowo, grając 28 minut. To był jego jedyny mecz w reprezentacji.